# Тихув-Старий
Тихув-Старий (пол. Tychów Stary) — село в Польщі, у гміні Міжець Стараховицького повіту Свентокшиського воєводства.
Населення — 838 осіб (2011).
У 1975-1998 роках село належало до Келецького воєводства.

## Демографія
Демографічна структура на день 31 березня 2011 року:
|          | Загалом | Допрацездатний вік | Працездатний вік | Постпрацездатний вік |
| -------- | ------- | ------------------ | ---------------- | -------------------- |
| Чоловіки | 421     | 93                 | 277              | 51                   |
| Жінки    | 417     | 70                 | 229              | 118                  |
| Разом    | 838     | 163                | 506              | 169                  |